# Björn Sundell
Björn Mikael Johannes Sundell, född 30 maj 1954 i Helsingfors, är en finländsk tidningsman och författare. 
Sundell, som blev ekonomie magister 1981, har studerat sociala konflikter och ekonomisk utveckling i Nordirland, Sudan och inom EU. Han var ekonomijournalist vid Huvudstadsbladet 1978–1982, därefter redaktionschef vid tidskriften Forum för ekonomi och teknik 1982–1983. Åren 1983–1988 var han internationell ombudsman vid Näringslivets delegation (EVA) och därefter informationschef vid Wärtsilä/Abloy Security 1988–1992. Han återvände till journalistiken som ekonomiredaktör vid Yle/TV-Nytt 1992–1996, för att därefter övergå till organisationsvärlden som informationschef vid Nordiska Investeringsbanken 1996–1998. Han var ekonomiredaktör vid Hufvudstadsbladet 1999–2009, för att sistnämnda år utnämnas till utredningsansvarig vid tankesmedjan Magma. Han var ordförande för Amnesty Internationals finlandssektion 1982–1983. Han har utgett kriminalromanerna Den store mannens skugga (2006) och Svart brev från Kina (2009), bägge med motiv från företagsvärlden och internationella frågor. År 2021 gav han ut sin tredje kriminalroman, Vänskapens marionetter, som handlar om ett utvecklingsprojekt i Västafrika som går snett.